# Kringa
Kringa (en italien : Corridico) est une localité de Croatie située en Istrie, dans la municipalité de Tinjan, dans le comitat d'Istrie. En 2001, la localité comptait 364 habitants.

## Démographie
| 1948 | 1953 | 1961 | 1971 | 1981 | 1991 | 2001 |
| ---- | ---- | ---- | ---- | ---- | ---- | ---- |
| 677  | 644  | 531  | 452  | 399  | 359  | 364  |